# Еичиро Ода
Еичиро Ода (јап. 尾田 栄一郎 Oda Eiichirō; Кумамото, 1. јануар 1975) је јапански манга уметник. Његово најпознатије дело је One Piece. Са преко 523 милиона танкобон копија у промету широм света, One Piece је уједно најпродаванија манга свих времена, као и најпродаванија комична серија штампана у томовима. Због огромног успеха манге Ода постаје један од најуспешнијих и најутицајнијих мангака свих времена.

## Каријера
Са седамнаест година написао је своје прво дело, Wanted!, за које је освојио неколико награда, укључујући и друго место на додели награде Тезука. Тако се запослио у Weekly Shōnen Jump-у, где је прво радио као асистент за Шинобуа Каитанија на серији Midoriyama Police Gang, а затим и Масајија Токухира на серији Jungle no Ōja Tar-chan, што је имало велики утицај на његов стил. Са деветнаест година почео је да ради као асистент код Нобухира Вацукија на манги Rurouni Kenshin пре него што је освојио Хоп Степ награду за новог манга уметника.
Током овог периода, Ода је написао две one-shot манге са пиратском тематиком под именом Romance Dawn које су издате у Akamaru Jump i Weekly Shōnen Jump магазинима 1996. Протагонистa Romance Dawn манге, Манки Д. Луфи, је касније постао протагониста One Piece манге.
Године 1997. манга One Piece започиње своју серијализацију у Weekly Shōnen Jump магазину, а данас је једна од најпопуларнијих манги, не само у Јапану, већ и најбоље продавана манга свих времена. Ова манга је већ у фебруару 2005. бројила тираж од 100 милиона танкобон томова, 200 милиона 2011., а чак 450 милиона 2019. године.
Такође су засебни томови оборили издавачке рекорде у Јапану. Том 56 је имао највећу првобитну продају од било које манге, 2.85 милиона копија 2009. Том 57 је 2010. имао највећу првобитну продају од било које књиге у Јапану, не само манге. Овај рекорд су касније оборили наредни томови и тренутно је најпродаванији 67. том са 4.05 милиона копија штампаних 2012.
У анкети 2008. године коју спроводи маркетиншка фирма Oricon, Ода је изабран за петог најомиљенијег манга уметника у Јапану. То место је делио са Јошихиром Тогашијем, ствараоцем популарних манги YuYu Hakusho и Hunter x Hunter. У анкети 2010. Ода је изабран за четвртог мангаку који је променио историју манге.
За десети анимирани театрални филм, Strong World, Ода је створио причу за филм и нацртао преко 120 цртежа, и инсистирао да бенд Mr Children напише уводну шпицу. Додатно посебно поглавље манге је додато тому 0, које је бесплатно дато посетиоцима филма уз његове цртеже за филм. Након што је филм постигао велики успех, Ода је лично пружио дизајн и продуцирао наредне филмове: Z (2012), Gold (2016), Stampede (2019) и Red (2022).

## Приватан живот
Еичиро Ода је рођен 1. јануара 1975. године у Кумамоту, у Јапану. Највећи утицај на њега имао је Акира Торијама и његова манга Змајева кугла. Његово интересовање за пирате почело је још у детињству, гледајући анимирану серију Vicky the Viking, која га је инспирисала да нацрта мангу о пиратима.
Еичиро Ода се 7. новембра 2004. венчао са Чиаки Инабом, бившом манекенком и глумицом са којом је добио две ћерке. Старија ћерка је рођена средином 2006. године, а млађа 2009. Због захтевног посла, он не живи са супругом и ћеркама, већ га оне посећују отприлике једном недељно.
Ода многе мангаке сматра и пријатељима и ривалима. 
Према речима његових манга уредника и самог Оде, он је велики радник и перфекциониста који спава само три сата у току типичне радне недеље.
Био је хоспитализован 2013. године због перитонзиларног апсцеса, а отпуштен две недеље касније. Годину дана након тога је оперисао крајнике како би се потпуно излечио.
Донирао је 800 милиона јена префектури Кумамото 2018. године након разорног земљотреса који је 2016. погодио замак Кумамото.

## Дела
- (1992)
- (1993)
- (1993)
- (1994)
- (обе верзије, 1996)
- (1997 - данас)
- (1998)
- (колаборација One Piece−а и Змајеве кугле, 2006)
- (колаборација One Piece−а и манге Торико, 2011)